# مجلس نواب الشعب (إثيوبيا)
مجلس النواب (بالأمهرية: የሕዝብ ተወካዮች ምክር ቤት)‏ هي الغرفة السفلى للجمعية البرلمانية الاتحادية الإثيوبية، بينما مجلس الاتحاد هو الغرفة العليا. إنهما يشكلان معًا الهيئة التشريعية في إثيوبيا. يضم مجلس النواب 547 عضوًا (22 مقعدًا محجوزة لممثلي الأقليات والشعوب الأقلية)، يتم انتخابهم لمدة خمس سنوات في الدوائر ذات المقعد الواحد.

## رؤساء مجلس نواب الشعب
هذه قائمة برؤساء مجلس نواب الشعب:
| الاسم           | تاريخ تولي المنصب | تاريخ ترك المنصب |
| --------------- | ----------------- | ---------------- |
| داويت يوهانس    | 1995              | 2005             |
| تيشومي توجا     | 10 أكتوبر 2005    | 3 أكتوبر 2010    |
| عبد الله غيميدا | 4 أكتوبر 2010     | 19 أبريل 2018    |
| مفرحات كامل     | 19 أبريل 2018     | 16 أكتوبر 2018   |
| تاجيس تشافو     | 18 أكتوبر 2018    | الآن             |

## روابط خارجية
- مجلس نواب الشعب